# 尼濟瓦河
尼濟瓦河（俄语：Низьва），是俄羅斯的河流，位於該國西部彼爾姆邊疆區，屬於維舍拉河的支流，發源自北烏拉爾山脈西部，河道全長71公里，流域面積590平方公里。